# John Drayton
John Drayton, född 22 juni 1766 i Charleston, South Carolina, död 27 november 1822 i Charleston, South Carolina, var en amerikansk jurist och politiker (demokrat-republikan). Han var South Carolinas viceguvernör 1798–1800 samt guvernör 1800–1802 och 1808–1810.
Drayton studerade vid College of New Jersey (numera Princeton University) och fortsatte sedan med juridikstudier i London. Han var ledamot av South Carolinas representanthus 1792–1798 och tillträdde därefter som viceguvernör. Guvernör Edward Rutledge avled 1800 i ämbetet och efterträddes av Drayton som innehade ämbetet fram till år 1802. South Carolina College (numera University of South Carolina) grundades under Draytons första ämbetsperiod som guvernör.
Drayton efterträdde 1803 David Deas som Charlestons borgmästare (titel på den tiden intendant) och efterträddes 1804 av Thomas Winstanley. Han var ledamot av South Carolinas senat 1805–1808. Därefter efterträdde han Charles Pinckney som guvernör och efterträddes 1810 av Henry Middleton. År 1812 tillträdde Drayton en federal domarbefattning som han innehade fram till sin död tio år senare.
År 1807 blev Drayton hedersdoktor i juridik vid South Carolina College.